# Liste der Comarcas in Galicien
Dies sind die Comarcas in Galicien, Spanien.

## Provinz A Coruña

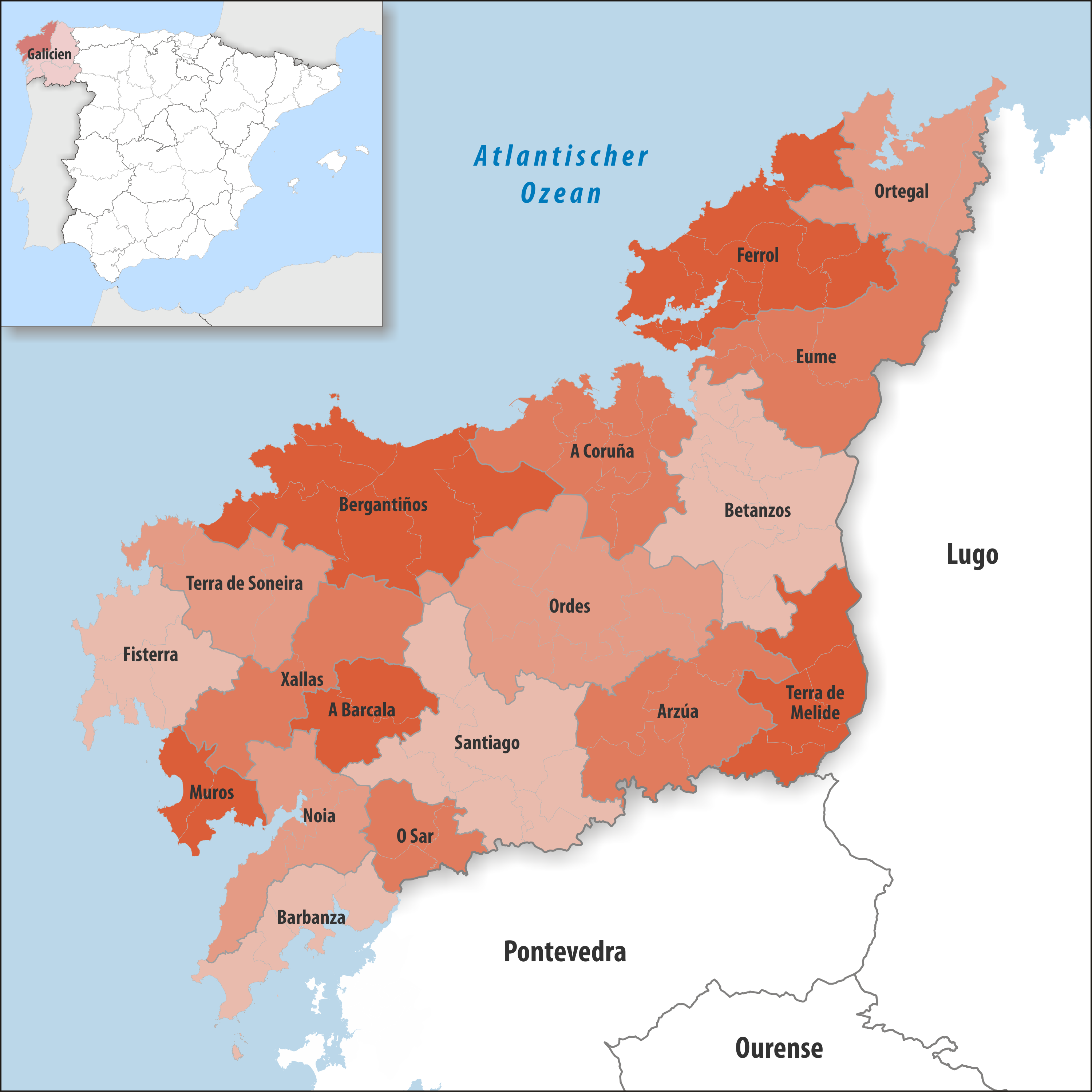
Comarcas in der Provinz A Coruña

| Comarca          | Gemeinden | Einwohner (2024) | Fläche km² | Dichte Einw./km² | Hauptort               |
| ---------------- | --------- | ---------------- | ---------- | ---------------- | ---------------------- |
| Arzúa            | 4         | 15.656           | 485,31     | 32               | Arzúa                  |
| Barbanza         | 4         | 66.061           | 246,71     | 268              | Ribeira                |
| A Barcala        | 2         | 10.252           | 213,29     | 48               | Negreira               |
| Bergantiños      | 7         | 66.544           | 743,56     | 89               | Carballo               |
| Betanzos         | 10        | 39.463           | 676,63     | 58               | Betanzos               |
| A Coruña         | 9         | 413.977          | 473,75     | 874              | A Coruña               |
| Eume             | 5         | 23.534           | 538,60     | 44               | Pontedeume             |
| Ferrol           | 11        | 150.658          | 623,44     | 242              | Ferrol                 |
| Fisterra         | 5         | 21.278           | 339,78     | 63               | Fisterra               |
| Muros            | 2         | 11.984           | 143,81     | 83               | Muros                  |
| Noia             | 4         | 32.304           | 325,18     | 99               | Noia                   |
| Ordes            | 7         | 36.320           | 755,71     | 48               | Ordes                  |
| Ortegal          | 4         | 11.336           | 391,72     | 29               | Ortigueira             |
| Santiago         | 7         | 172.466          | 688,69     | 250              | Santiago de Compostela |
| O Sar            | 3         | 15.271           | 177,42     | 86               | Padrón                 |
| Terra de Melide  | 4         | 12.011           | 367,19     | 33               | Melide                 |
| Terra de Soneira | 3         | 16.167           | 372,16     | 43               | Vimianzo               |
| Xallas           | 2         | 13.038           | 391,00     | 33               | Santa Comba            |
| Provinz A Coruña | 93        | 1.128.320        | 7.953,95   | 142              | A Coruña               |

## Provinz Lugo

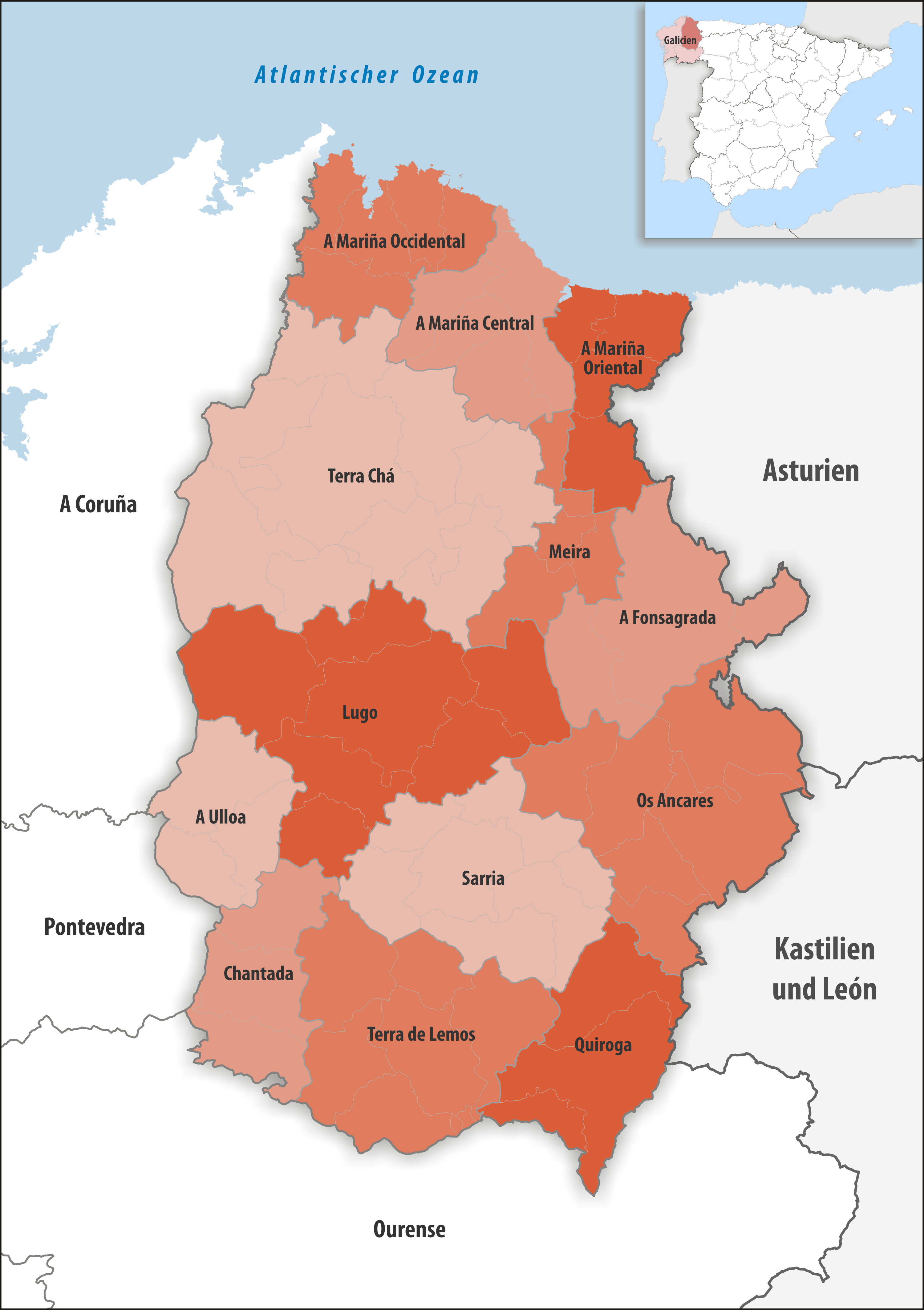
Comarcas in der Provinz Lugo

| Comarca             | Gemeinden | Einwohner (2024) | Fläche km² | Dichte Einw./km² | Hauptort          |
| ------------------- | --------- | ---------------- | ---------- | ---------------- | ----------------- |
| Os Ancares          | 6         | 9.164            | 1.049,78   | 9                | Becerreá          |
| Chantada            | 3         | 12.737           | 462,25     | 28               | Chantada          |
| A Fonsagrada        | 3         | 4.476            | 679,59     | 7                | A Fonsagrada      |
| Lugo                | 8         | 119.619          | 1.362,86   | 88               | Lugo              |
| A Mariña Central    | 6         | 28.624           | 501,35     | 57               | Mondoñedo         |
| A Mariña Occidental | 5         | 25.302           | 494,35     | 51               | Viveiro           |
| A Mariña Oriental   | 4         | 16.215           | 400,25     | 41               | Ribadeo           |
| Meira               | 4         | 4.969            | 311,77     | 16               | Meira             |
| Quiroga             | 3         | 4.939            | 578,67     | 9                | Quiroga           |
| Sarria              | 7         | 22.161           | 836,19     | 27               | Sarria            |
| Terra Chá           | 9         | 38.370           | 1.822,82   | 21               | Vilalba           |
| Terra de Lemos      | 6         | 29.545           | 940,48     | 31               | Monforte de Lemos |
| A Ulloa             | 3         | 8.721            | 417,87     | 21               | Monterroso        |
| Provinz Lugo        | 67        | 324.842          | 9.858,23   | 33               | Lugo              |

## Provinz Ourense

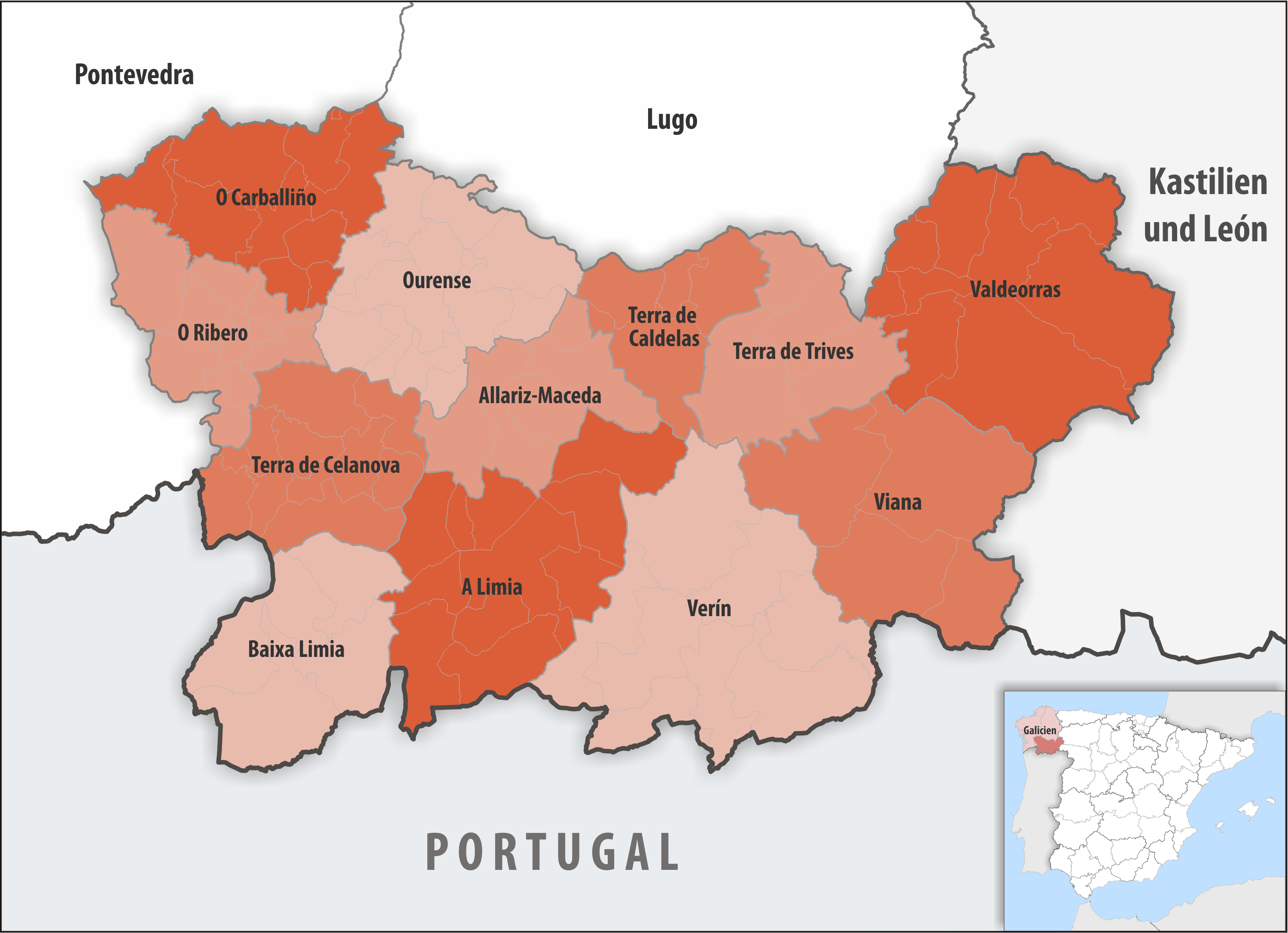
Comarcas in der Provinz Ourense

| Comarca           | Gemeinden | Einwohner (2024) | Fläche km² | Dichte Einw./km² | Hauptort              |
| ----------------- | --------- | ---------------- | ---------- | ---------------- | --------------------- |
| Allariz-Maceda    | 6         | 14.128           | 382,15     | 37               | Allariz               |
| Baixa Limia       | 5         | 6.508            | 529,73     | 12               | Bande                 |
| O Carballiño      | 9         | 26.224           | 552,45     | 47               | O Carballiño          |
| A Limia           | 11        | 19.252           | 803,16     | 24               | Xinzo de Limia        |
| Ourense           | 12        | 144.673          | 623,14     | 232              | Ourense               |
| O Ribero          | 10        | 15.175           | 406,91     | 37               | Ribadavia             |
| Terra de Caldelas | 4         | 2.756            | 313,25     | 9                | Castro Caldelas       |
| Terra de Celanova | 10        | 16.947           | 509,28     | 33               | Celanova              |
| Terra de Trives   | 4         | 3.762            | 431,72     | 9                | A Pobra de Trives     |
| Valdeorras        | 9         | 25.053           | 969,19     | 26               | O Barco de Valdeorras |
| Verín             | 8         | 24.676           | 1.007,28   | 24               | Verín                 |
| Viana             | 4         | 5.438            | 746,50     | 7                | Viana do Bolo         |
| Provinz Ourense   | 92        | 304.592          | 7.274,76   | 42               | Ourense               |

## Provinz Pontevedra

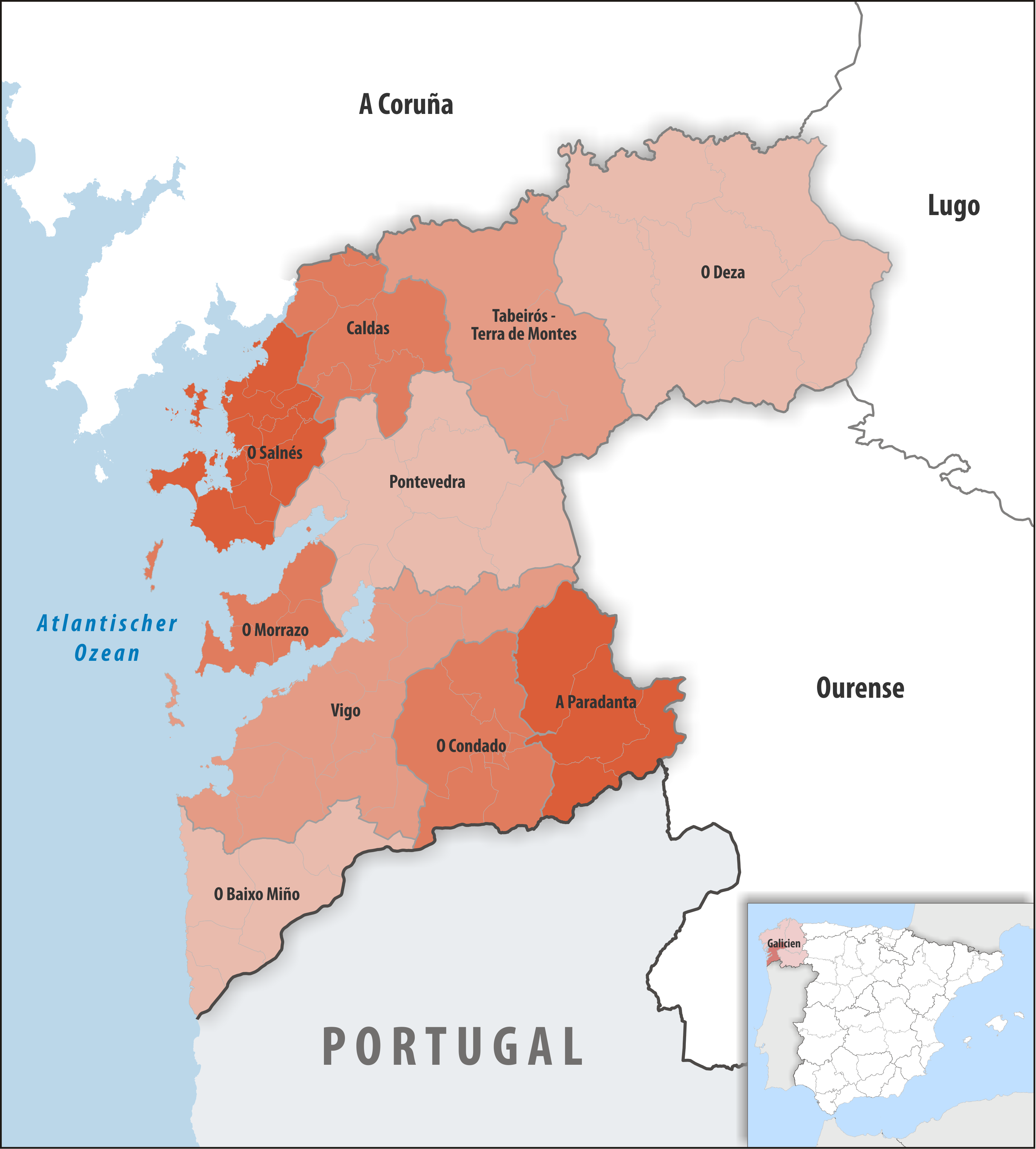
Comarcas in der Provinz Pontevedra

| Comarca                    | Gemeinden | Einwohner (2024) | Fläche km² | Dichte Einw./km² | Hauptort             |
| -------------------------- | --------- | ---------------- | ---------- | ---------------- | -------------------- |
| O Baixo Miño               | 5         | 50.866           | 324,09     | 157              | Tui                  |
| Caldas                     | 7         | 33.047           | 288,85     | 114              | Caldas de Reis       |
| O Condado                  | 5         | 42.481           | 339,24     | 125              | Ponteareas           |
| O Deza                     | 6         | 39.691           | 1.026,74   | 39               | Lalín                |
| O Morrazo                  | 4         | 82.020           | 140,36     | 584              | Cangas do Morrazo    |
| A Paradanta                | 4         | 12.042           | 340,13     | 35               | A Cañiza             |
| Pontevedra                 | 7½        | 123.851          | 624,27     | 198              | Pontevedra           |
| O Salnés                   | 9         | 110.501          | 275,08     | 402              | Vilagarcía de Arousa |
| Tabeirós – Terra de Montes | 2½        | 24.940           | 530,25     | 47               | A Estrada            |
| Vigo                       | 11        | 426.160          | 609,26     | 699              | Vigo                 |
| Provinz Pontevedra         | 61        | 945.599          | 4.496,95   | 210              | Pontevedra           |